# Неделя марийской поэзии в Москве
Неделя марийской поэзии в Москве — это творческий отчёт писателей Марийской АССР, проходивший в городе Москве с 17 по 24 августа 1956 года. Оказал большое влияние на развитие марийской художественной литературы в общесоюзном масштабе во второй половине XX века.

## Предыстория
По согласованию с Союзом писателей СССР Союзом писателей Марийской АССР было решено, что Неделя марийской поэзии пройдёт в Москве с 17 по 24 августа 1956 года.
Тогда же для участия в Неделе был сформирован состав из 10 участников делегации писателей Марийской АССР во главе с ответственным секретарём (председателем) Союза писателей Марийской АССР С. А. Вишневским. Интересно, что в делегацию включили даже тех, кто еще не успел вступить в Союз писателей СССР (М. Якимов, А. Канюшков, Н. Анциферов).
Специально к этому событию в Марийском книжном издательстве тиражом в 5 тысяч экземпляров была издана антология «Марийские поэты» с переводами стихотворений на русский язык поэтов М. Казакова, А. Бика, С. Вишневского, Н. Ильякова, А. Канюшкова, М. Майна, Г. Матюковского, И. Стрельникова, В. Чалая и М. Якимова. Авторами переводов были советские поэты М. Светлов, С. Поделков, А. Ойслендер, Э. Левонтин, С. Олендер и другие.

## Основные события
17—18 августа 1956 года стихотворения поэтов Марийской АССР проходили активное обсуждение в ходе семинаров Союза писателей СССР в Литературном институте им. А. М. Горького под председательством советского поэта М. Светлова с участием советских поэтов и критиков С. Михалкова, Н. Заболоцкого, С. Поделкова, А. Казакова, В. Захарченко, Э. Левонтина, Л. Бать, Д. Романенко, К. Мурзиди и других.
17—19 августа 1956 года поэты в ходе Вечеров марийской поэзии в Москве выступали с чтением своих стихотворений на марийском языке и в переводе на русский язык в Центральном Доме Советской Армии, Центральном парке культуры и отдыха им. М. Горького, парке «Сокольники» и на Центральном телевидении СССР. Ведущими вечеров были московские поэты А. Безыменский, В. Луговской и В. Захарченко. На заключительном вечере марийской поэзии на эстраде народного творчества в парке «Сокольники» 19 августа в качестве зрителей присутствовало более 1500 человек. На этом же вечере московские поэты С. Поделков, А. Казаков, С. Олендер познакомили собравшихся со своими переводами стихотворений марийских поэтов. В Вечерах марийской поэзии также приняли участие и артисты Государственного ансамбля песни и пляски Марийской АССР под управлением художественного руководителя, режиссёра Б. Резникова.

## Участники

### От Марийской АССР
- Семён Вишневский (1920—1990), луговомарийский поэт, ответственный секретарь (председатель) Союза писателей Марийской АССР, член Союза писателей СССР.
- Миклай Казаков (1918—1989), луговомарийский поэт, лауреат Сталинской премии III степени, член Союза писателей СССР.
- Макс Майн (1914—1988), луговомарийский поэт, член Союза писателей СССР.
- Илья Стрельников (1908—1977), луговомарийский поэт, член Союза писателей СССР.
- Васлий Чалай (1917—1979), луговомарийский поэт, член Союза писателей СССР.
- Михаил Якимов (1929—1996), луговомарийский поэт, член Союза писателей СССР.
- Геннадий Матюковский (1926—1994), горномарийский поэт, член Союза писателей СССР.
- Аркадий Канюшков (1925—1993), горномарийский поэт.
- Анатолий Бик (1915—1980), восточномарийский поэт.
- Николай Анциферов (1911—1980), русскоязычный поэт.

### От города Москвы
- Михаил Светлов (1903—1964), поэт, преподаватель Литературного института им. А. М. Горького, член Союза писателей СССР.
- Сергей Михалков (1913—2009), поэт, литературный критик, лауреат Сталинской премии II степени, член Союза писателей СССР.
- Николай Заболоцкий (1903—1958), поэт, литературный критик, член Союза писателей СССР.
- Василий Захарченко (1915—1999), ведущий Вечеров марийской поэзии, член Союза писателей СССР.
- Сергей Поделков (1912—2001), поэт-переводчик, член Союза писателей СССР.
- Александр Ойслендер (1908—1963), поэт-переводчик, член Союза писателей СССР.
- Эзра Левонтин (1891—1968), поэт-переводчик, член Союза писателей СССР.
- Семён Олендер (1907—1969), поэт-переводчик, член Союза писателей СССР.
- Василий Казин (1898—1981), поэт, редактор.
- Александр Коренев (1920—1989), поэт.
- Александр Казаков — поэт-переводчик, член Союза писателей СССР.
- Левонтий Бать — литературный критик, член Союза писателей СССР.
- Даниил Романенко — литературный критик, член Союза писателей СССР.
- Константин Мурзиди — литературный критик, член Союза писателей СССР.

## Отзывы
Т. Шашкова, врач (г. Москва):
19 августа в Сокольническом парке Москвы я слушала выступление поэтов и концерт артистов ансамбля песни и пляски Марийской АССР. Интересная и разнообразная программа пользовалась большим успехом у зрителей. Особенно понравились «Румынский танец» и «Амурские волны». 
Н. Васильев, рабочий (г. Москва):
С большим интересом смотрели мы по телевидению выступление марийских поэтов и артистов песни и пляски МАССР. Особенно понравился всем марийский танец свата и свахи. Моя соседка Марианна сказала: «Какой весёлый у вас народ, какие хорошие у него пляски». Хочется сказать поэтам и артистам: «Почаще приезжайте к нам и привозите новые песни! Желаем вам, друзья, больших успехов!». 

## Влияние на развитие марийской литературы
2 сентября 1956 года в Парке культуры и отдыха им. XXX-летия ВЛКСМ г. Йошкар-Олы состоялся творческий отчёт поэтов, выступавших на Неделе марийской поэзии в Москве.
Благодаря Неделе марийской поэзии в Москве 1956 года правления Союзов писателей СССР и РСФСР стали уделять больше внимания марийской литературе и марийской писательской организации. Правление Союза писателей СССР обсудило вопрос о работе Союза писателей Марийской АССР и наметило конкретные меры по активизации их деятельности, в том числе в общесоюзном масштабе, и повышению художественного уровня произведений марийской литературы, находившихся в активном фонде всей многонациональной советской литературы.
Также, в частности, обсуждение состояния марийской поэзии на примере обсуждения стихотворений поэтов — участников Недели марийской поэзии в Москве стало серьёзным экзаменом для самих писателей и большой помощью в деле их дальнейшего профессионального развития.
После Недели марийской поэзии в Москве в 1957 году в целях поддержки и поощрения писателей Марийской республики было учреждено почётное звание «Народный писатель Марийской АССР». В 1960 году почётное звание «Народный поэт Марийской АССР» было присвоено участнику Недели марийской поэзии в Москве Миклаю Казакову. В дальнейшем этого высокого звания были также удостоены и другие участники Недели марийской поэзии в Москве (С. Вишневский, М. Майн, Г. Матюковский). А. Канюшкову было присвоено звание «Заслуженный работник культуры Марийской АССР». Другие участники (И. Стрельников, А. Бик, М. Якимов) были награждены почётными грамотами Президиума Верховного Совета Марийской АССР.